# Утускунское сельское поселение
Утускунское сельское поселение — сельское поселение в Усть-Ишимском районе Омской области Российской Федерации.
Административный центр — село Утускун.

## География
Утускунское сельское поселение находится в бассейне реки Иртыш.

## Население
| 2010 | 2011 | 2012 | 2013 | 2014 | 2015 | 2016 |
| ---- | ---- | ---- | ---- | ---- | ---- | ---- |
| 803  | ↘799 | ↘743 | ↘716 | ↘690 | ↘659 | ↘625 |
| 2017 | 2018 | 2019 | 2020 | 2021 | 2023 |      |
| ↘595 | ↘572 | ↘542 | ↘532 | ↘432 | ↘401 |      |

## Состав сельского поселения
| № | Населённый пункт | Тип населённого пункта       | Население |
| - | ---------------- | ---------------------------- | --------- |
| 1 | Аксёново         | посёлок                      | ↗607      |
| 2 | Красноярка       | деревня                      | ↘76       |
| 3 | Утускун          | село, административный центр | ↘120      |